# Jack Ragland
Jack Williamson Ragland (Hutchinson, 9 oktober 1913 – Tucson, 14 juni 1996) was een Amerikaans basketballer. Hij won met het Amerikaans basketbalteam de gouden medaille op de Olympische Zomerspelen 1936. 
Ragland speelde voor Wichita State University, de Globe Refiners en de Phillips 66ers. Tijdens de Olympische Spelen speelde hij twee wedstrijden, inclusief de finale. Gedurende deze wedstrijden scoorde hij 7 punten. Na zijn carrière als speler ging hij werken bij de Phillips Petroleum Company, de sponsor van zijn laatste team.